# Roy Paci & Aretuska
Roy Paci & Aretuska è un gruppo musicale di orientamento ska/jazz composto da musicisti con diverse esperienze musicali, formatosi a Siracusa, nel 1998, per opera del trombettista e frontman augustano Roy Paci.
Il gruppo prende il nome dalla fonte siracusana Aretusa.

## Storia del gruppo
Il gruppo riscuote consensi e nel maggio del 2000, entra in studio per registrare il primo album, Baciamo le mani (ViceVersa/ExtraLabel), fusione di rocksteady, ska, soul, funk e melodie mediterranee, dove compaiono anche artisti come Bunna degli Africa Unite, Meg dei 99 Posse e Dani dei Macaco.
Parallelamente il repertorio live si arricchisce di nuove sonorità, che scaturiscono dall'esigenza di rivitalizzare la tradizione musicale siciliana. Altra grande novità è il debutto di Roy come crooner, un'innovazione che caratterizzerà il futuro della band.
Dopo innumerevoli concerti in tutta l'isola arriva il momento di esportare il suono del rocksteady siciliano fuori dai confini regionali: gli Aretuska di Roy Paci si fanno conoscere a livello nazionale ed europeo suonando in Festival come il Lowlands nei Paesi Bassi, il SunSplash in Austria, il Klinkers in Belgio, il Pepsi Island di Budapest, il SummerJam di Colonia, il Gurten di Berna.
Seguono diverse partecipazioni a programmi televisivi nazionali, come Stasera pago io con Fiorello (Rai 1), MTV Supersonic (MTV), Play It (Rete A - All Music), e la realizzazione di due videoclip trasmessi in heavy rotation sui principali network musicali.
Nel 2003 è Etnagigante, etichetta discografica che Roy Paci ha fondato nel 1995, a produrre il secondo album Tuttapposto (Etnagigante/V2), che spazia tra ritmi calypso, rocksteady, swing e caraibici, canzoni nuove e riarrangiamenti di classici della tradizione siciliana. Vi sono nuovamente collaborazioni di spicco: Tony Scott, Cristina Zavalloni, Grazia Negro, Chicco Montefiori. Al disco segue un tour europeo (Francia, Danimarca, Paesi Bassi, Belgio, Germania, Svizzera e Austria).
Cantu siciliano prima e Yettaboom sono i singoli estratti.
Nello stesso anno esce anche una cover, Bésame mucho, per il film di Leonardo Pieraccioni Il paradiso all'improvviso.
Alla fine del 2004 il gruppo torna in sala d'incisione per registrare un nuovo album. Roy e gli Aretuska si esibiscono anche nel programma tv Markette di Piero Chiambretti, in onda su LA7.
A fine marzo 2005 esce Parola d'onore, terza parte dell'ideale trilogia musicale del gruppo. Un album “superreggaestereomambo” che mostra influenze internazionali: tra gli altri apportano suoni e parole Diego Cugia e i Seeed.
La release è accolta con entusiasmo da critica e pubblico, che affolla le numerose date live in club, piazze e festival. Vale la pena ricordare la prima apparizione di Roy Paci & Aretuska in Inghilterra, al Womad Reading Festival, dove la band suona di fronte a oltre 10.000 persone.
Il gruppo partecipa inoltre come ospite alla trasmissione Quelli che... il calcio e a dicembre, a Tilburg, nei Paesi Bassi, riceve il premio "SoundClash".
Il 2006 inizia nel migliore dei modi: Roy vince il prestigioso Nastro d'argento per le musiche del film La febbre di Alessandro D'Alatri ed entra, con i suoi Aretuska, come band ufficiale, nel cast della trasmissione Zelig Circus in onda su Canale 5.
Il brano Viva La Vida, tratto dall'ultimo album, diventa la sigla del programma.
In aprile arriva un'altra grande soddisfazione per Roy: la candidatura al David di Donatello, sempre per la colonna sonora del film La febbre. In parallelo affronta con la band un tour intenso, che vede l'ingresso nel gruppo di un nuovo potentissimo elemento, Mr. Cico, talentuoso giovane MC bolognese di origini congolesi.
Gli Aretuska continuano a esibirsi in ogni regione d'Italia e all'estero: da segnalare il grande successo a Territorios Sevilla in Spagna, allo Sziget Festival in Ungheria e alla Fiesta Mundial in Belgio.
Nel giugno 2007, dopo tre album, Roy Paci & Aretuska ultimano SuoNoGlobal, un disco in cui Roy raccoglie quanto seminato negli anni in qualità di trombettista, collaboratore e arrangiatore. Il disco vanta ben 5 collaborazioni: Toda joia toda beleza con Manu Chao, È meglio la vecchiaia con Erriquez della Bandabardò, Giramundo con Pau dei Negrita, Tango Mambo Jambo con i Cor Veleno, Siente Ammè con Raiz, e addirittura una canzone “a tre”, Mezzogiorno di Fuoco, che vede la partecipazione di Caparezza e dei Sud Sound System. L'album professa la sua missione fin dal titolo: confondere e mischiare suoni, idiomi, differenti mondi e musicalità.
Prodotto da Fabrizio Barbacci, registrato in otto studi diversi e masterizzato allo Sterling Sound di New York, l'album è il risultato di tutti gli esperimenti fatti dalla band durante gli anni passati a incrociare e mescolare suoni e linguaggi. I testi sono cantati in un calderone di lingue e dialetti e, nel caso di Toda Joia Toda Beleza, in una sorta di “itañol” nel quale la grammatica spagnola è volutamente storpiata e adattata all'italiano e alla musica, per prediligere la sonorità rispetto alla struttura linguistica.
Il singolo Toda Joia Toda Beleza diventa un tormentone estivo nell'estate 2007 e spalanca a Roy e compagni le porte della grande notorietà. Segue un tour di successo in Italia e all'estero.
Il gruppo apre il Festivalbar all'Arena di Verona ed è di nuovo protagonista come resident band nella trasmissione Zelig.  Toda Joia Toda Beleza diventa la sigla del programma.
Il brano viene scelto anche come colonna sonora del film di Natale di Christian De Sica Natale in crociera.
L'estate 2008 ha visto la band di nuovo "on the road" per un lungo tour internazionale di oltre 70 date, che ha toccato i principali Festival europei.
A settembre 2008 riparte Zelig: per la terza volta a Roy Paci & Aretuska viene offerto il ruolo di resident band della trasmissione di Canale 5. Roy Paci è anche direttore musicale del programma.
A novembre Roy Paci & Aretuska festeggiano i loro primi dieci anni di attività con l'uscita del BESTiario siciliano, una raccolta dei maggiori successi del gruppo più tre inediti. Il cofanetto contiene anche un DVD con tutti i video, il backstage del tour europeo e alcuni brani live.
A inizio 2009, Roy e i ragazzi si trasferiscono in Brasile per un lungo soggiorno mirato a gettare le basi del nuovo lavoro discografico.
Ai primi di maggio del 2010 esce Latinista, anticipato dal singolo Bonjour Bahia, scritto in collaborazione con Jovanotti.
L'11 agosto 2014 partecipano al Lucania Folk Festival riscuotendo un grande successo.

## Formazione

### Formazione attuale
- Roy Paci - voce, tromba
- Raphael - voce, cori
- Pino Saracini - basso
- Paolo Vicari - batteria
- John Lui - chitarre, programmazione, cori
- Antonio Amabile - tastiere
- Massimo Marcer - tromba
- Vito Scavo - trombone

### Ex componenti
- Andrea "Vadrum" Vadrucci - batteria
- Gabriele Lazzarotti - basso
- Mylious Johnson - batteria
- Stefano Cocon - tromba
- Moreno Turi - MC, voce, coro
- Davide Compagnoni - batteria
- Walter Celi - batteria
- Giorgio Giovannini - trombone
- Emiliano Bonafede - chitarre, coro
- Alessandro "Jah-Sazzah" Azzaro - batteria, coro, programmazione
- Emanuele "ManuFunk" Pagliara - chitarre, coro
- Michele "Mike" Minerva - basso, coro
- Gaetano Santoro - sax tenore, sax baritono
- Cico - MC
- Filippo "Pippo" Fratangeli - tastiere
- Marco Calabrese - tastiere, coro, programmazione
- Peppe Siracusa - chitarra e coro
- Stefano "Iasko" Iascone - tromba
- Josh Sanfelici - basso e coro
- Rude - MC vocal
- Zuli - MC vocal
- Roberto Melone - basso
- Leonardo Di Angilla - percussioni
- Max Pietta - tromba
- Anansi (Stefano Bannò) - MC vocal
- Anderson Souza -percussioni
- Max Jovine - basso
- Rosario "Tyson" Patania - trombone
- Giuseppe Di Mauro
- Tony Cattano - trombone
- Salvo Di Stefano - tromba
- Ferdinando "Dj Pandaj" Miranda - dj
- Fred "Coppola" Casadei - basso
- Francesco Schittino - batteria
- Itaiata de Sa - percussioni
- Marco "dima" Di Martino - chitarre, programmazione, cori

## Discografia

### Album in studio
- 2002 - Baciamo le mani
- 2003 - Tuttapposto
- 2005 - Parola d'onore
- 2007 - SuoNoGlobal
- 2010 - Latinista
- 2017 - Valelapena

### Raccolte
- 2008 - BESTiario siciliano

### Singoli
- 2001 - Grande la media noche
- 2002 - Cantu siciliano
- 2002 - The Duse
- 2003 - Besame mucho
- 2003 - Yettaboom
- 2005 - Superreggae stereomambo
- 2006 - Viva la vida
- 2007 - Toda joia toda beleza (feat. Manu Chao)
- 2007 - Giramundo (feat. Pau)
- 2010 - Bonjour bahia
- 2012 - Fino alla fine del mondo (feat. Clementino)
- 2014 - Italians Do It Better (feat. Dr. Ring Ding)
- 2017 - Tira
- 2017 - Revolution (feat. Emenél)
- 2018 - Salvagente (feat. Willie Peyote)

## Videografia

### Video musicali
| Anno | Titolo                                      | Regista/i                            |
| ---- | ------------------------------------------- | ------------------------------------ |
| 2001 | Grande la media noche                       | Riccardo Struchil                    |
| 2002 | Cantu siciliano                             | Riccardo Struchil                    |
| 2003 | Yettaboom                                   | Riccardo Struchil                    |
| 2005 | Superreggae stereomambo                     | Riccardo Struchil                    |
| 2005 | What You See Is What You Get                | Giuseppe Gagliardi                   |
| 2006 | Viva la vida                                | Riccardo Struchil                    |
| 2007 | Toda joia toda beleza (feat. Manu Chao)     | Paolo Doppieri                       |
| 2007 | Giramundo (feat. Pau)                       | Fabio Luongo                         |
| 2010 | Bonjour Bahia                               | Marianna Schivardi, Giulia Massignan |
| 2011 | Nuntereggae più                             |                                      |
| 2012 | Fino alla fine del mondo (feat. Clementino) | Roy Paci                             |
| 2013 | The Pretender                               | Fabio Tarantino                      |
| 2014 | Italians Do It Better (feat. Dr. Ring Ding) | Gianluca "Calu" Montesano            |
| 2017 | Tira                                        | Cosimo Alemà                         |
| 2017 | Revolution (feat. Emenél)                   | Lorenzo Vignolo                      |
| 2018 | Salvagente (feat. Willie Peyote)            | Fernando Luceri                      |